# Plundrové těsto

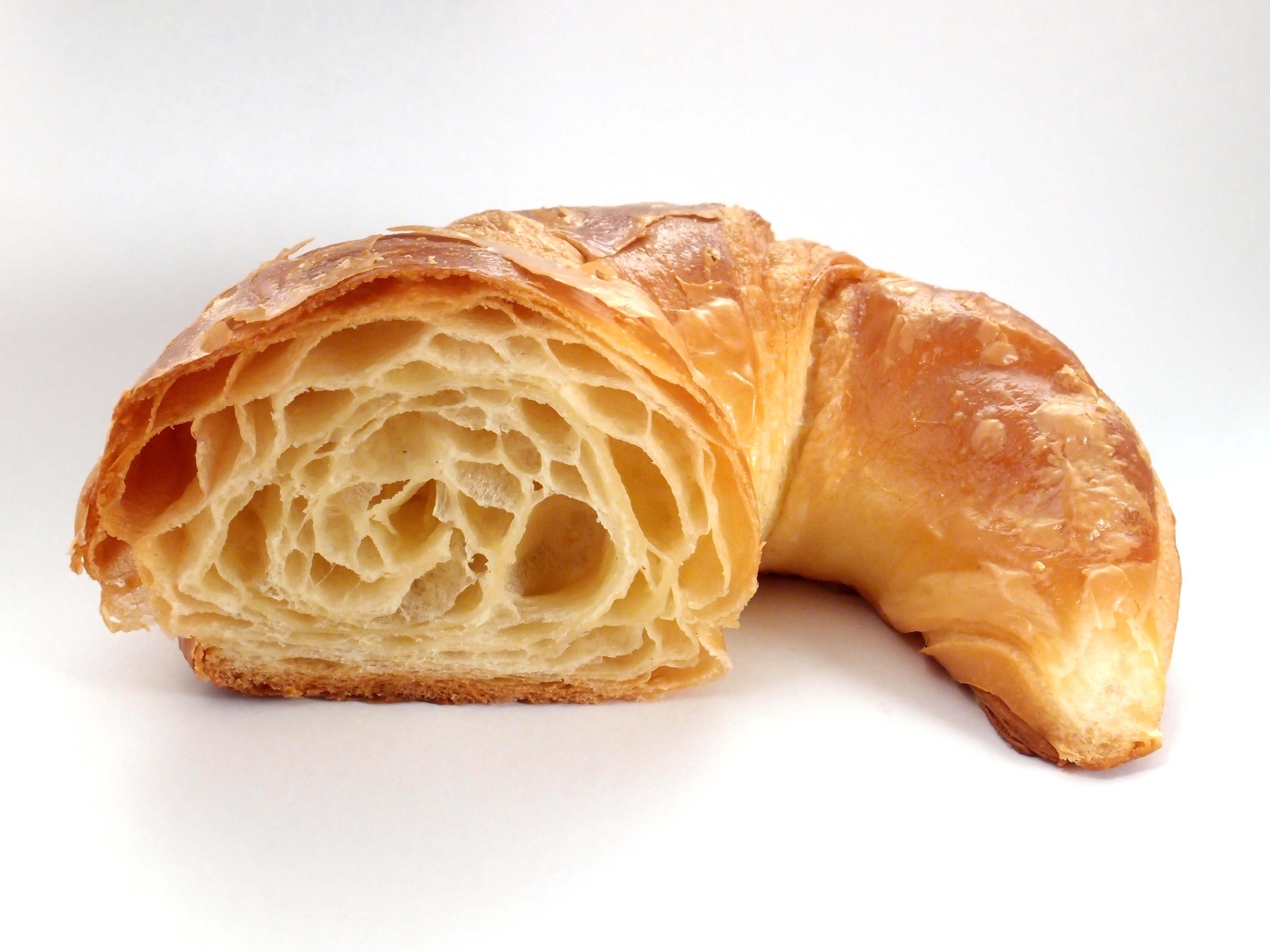
Řez pečivem z plundrového těsta

Plundrové těsto je vrstvené těsto vyrobené ze dvou složek - kynutého těsta a másla nebo jiného tuku. Je typické pro francouzskou kuchyni. Někdy je považováno za typ kynutého těsta, jindy za typ listového těsta. V průběhu přípravy se překládá a rozvaluje podobně jako listové těsto, počet přeložení je však výrazně nižší. Pečivo z plundrového těsta je vláčnější a méně se drobí než pečivo z těsta listového.

## Příprava
Kynuté těsto se připravuje nelepivé, spíše tužší, zpracovává se při nižší teplotě. Zpracování je možno ukončit dříve než u běžného kynutého těsta, stačí, když je těsto homogenní.
Tuková složka je obvykle máslo, které chuťově nemá konkurenci, v průmyslové výrobě se však používají i levnější náhražky. Pro výrobu plněného slaného pečiva se někdy používá sádlo. Do tukové složky je možno přidat mouku v množství až 1/5 hmotnosti tuku.
Laminování je proces výroby vrstvené struktury. Tuková složka se rozválí do tvaru čtverce, který se zabalí do ještě nevykynutého těsta. Celek se opakovaně rozvaluje a skládá, až vznikne 16 až 50 vrstev (výrazně méně než u těsta listového).

## Historie
Počátky tohoto těsta lze dohledat do XVII. století. Uvádí se, že v roce 1612 pekařský učeň Claude Gellée (pozdější malíř Le Lorrain při přípravě těsta na briošky omylem vynechal základní složku — máslo. Než aby začínal znovu, rozhodl se zapracovat kus másla do již uhněteného těsta. Těsto při zapracovávání másla opakovaně překládal s cílem máslo do těsta rovnoměrně rozdělit. Výsledek byl překvapivě lepší než původní receptura s máslem zapracovaným do těsta přímo.
První písemný popis přípravy plundrového těsta uvedl v roce 1651 François Pierre de La Varenne ve svém díle Le Cuisinier français. Další pekaři potom recepturu a technologii přípravy vylepšovali a upravovali až do současné podoby.

## Výrobky
Z plundrového těsta se vyrábí různé slané i sladké pečivo, nejznámější jsou croissanty.

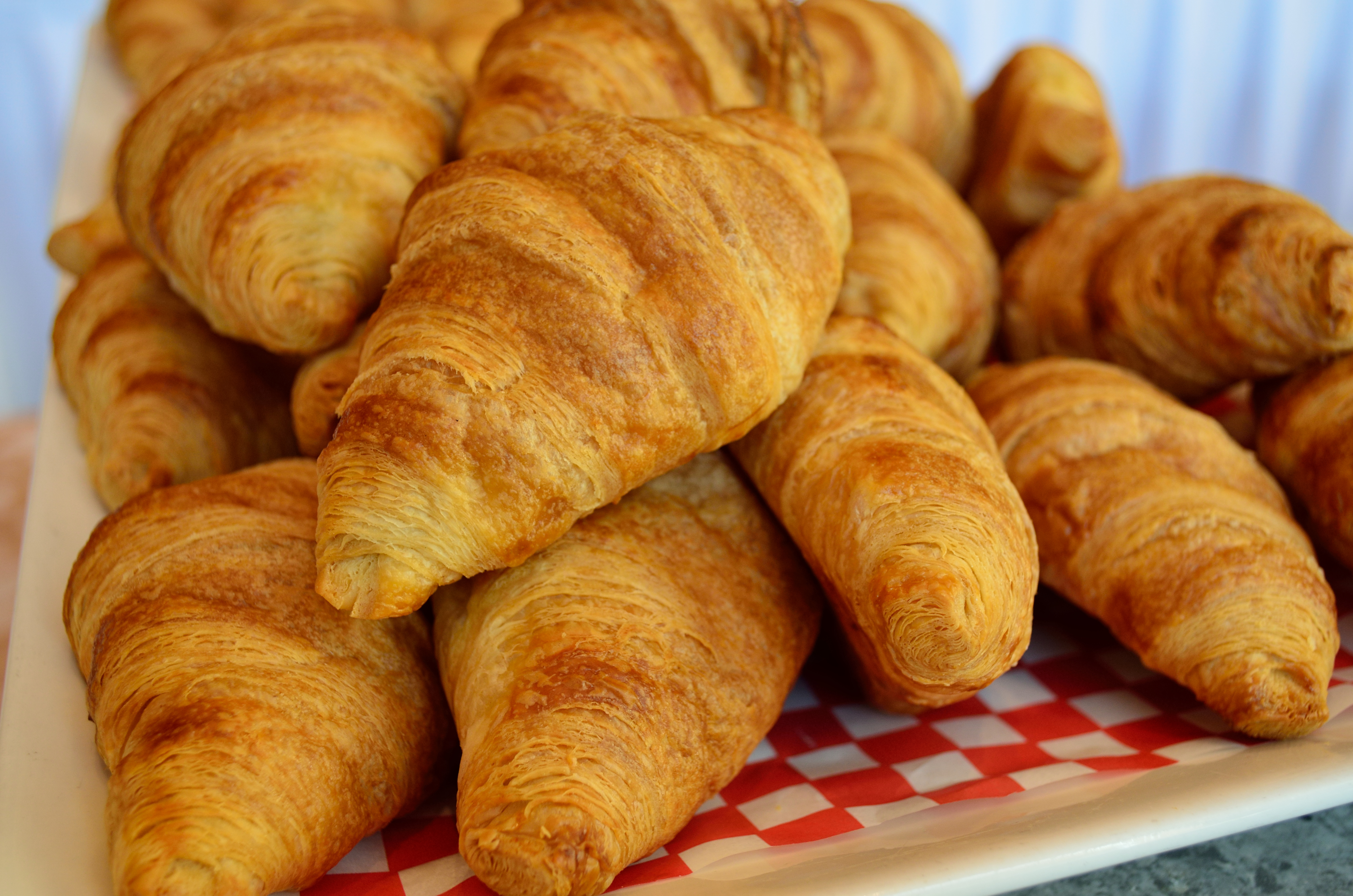
Croissant
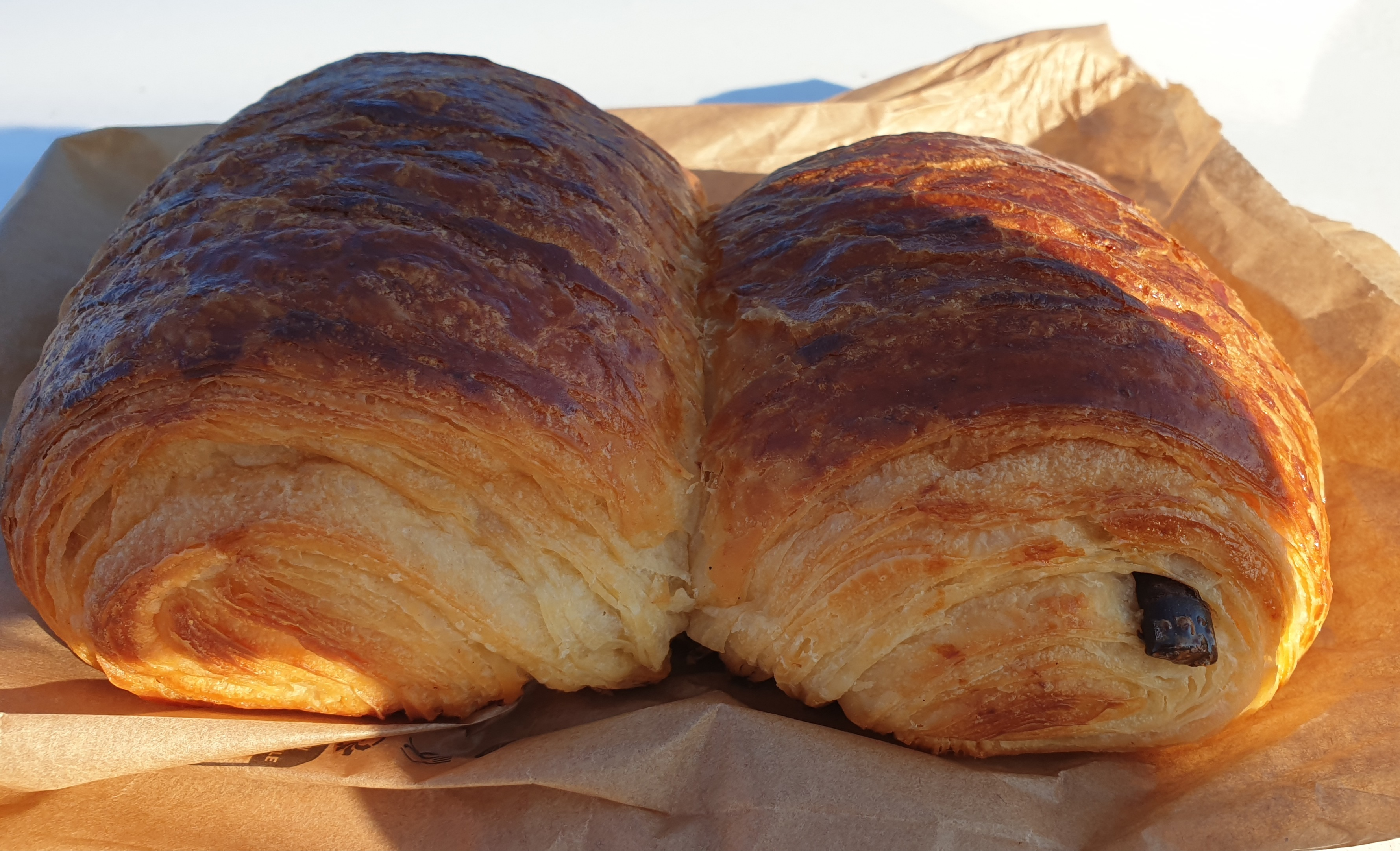
Čokoládová rolka
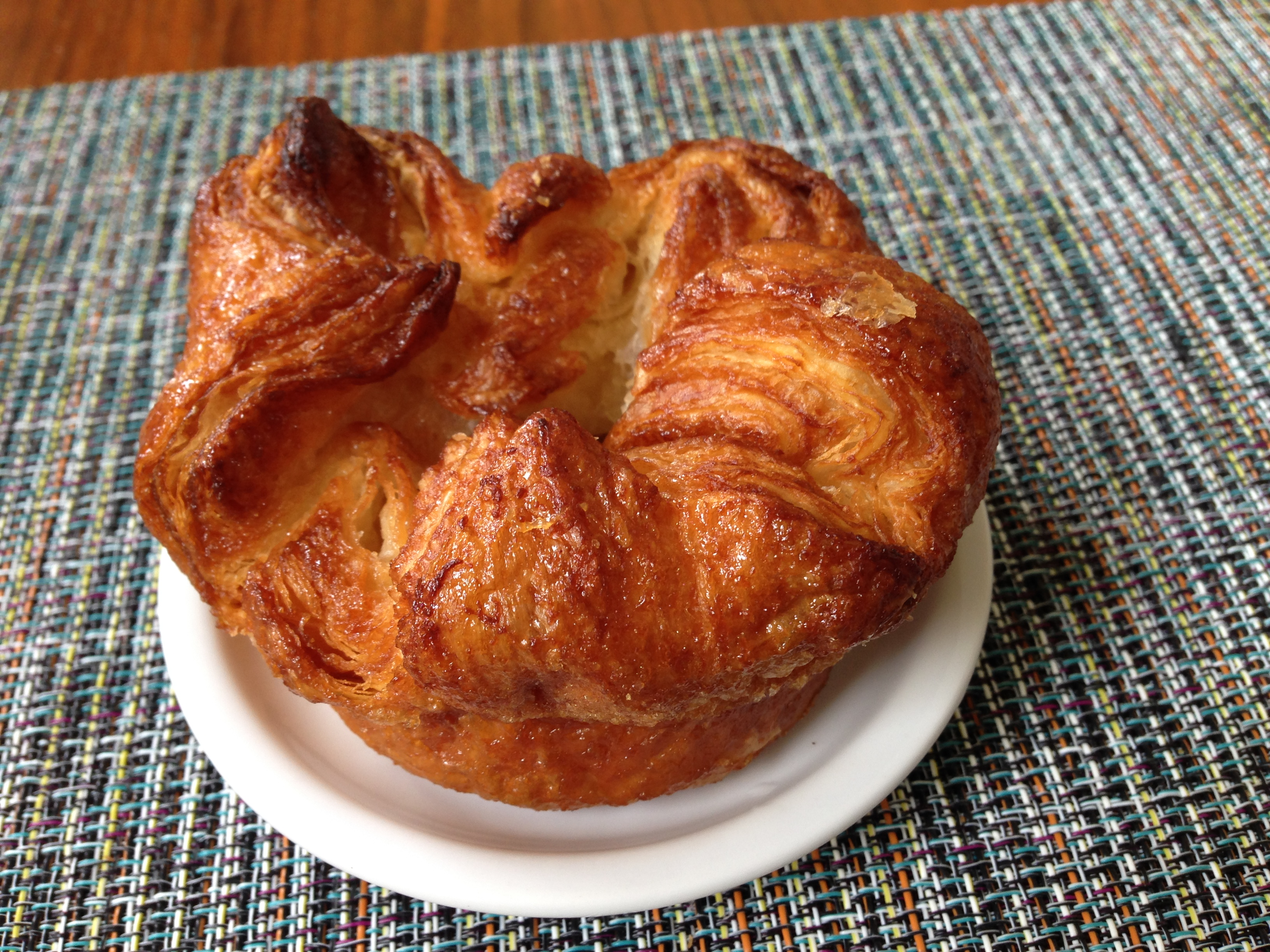
Kouign amann
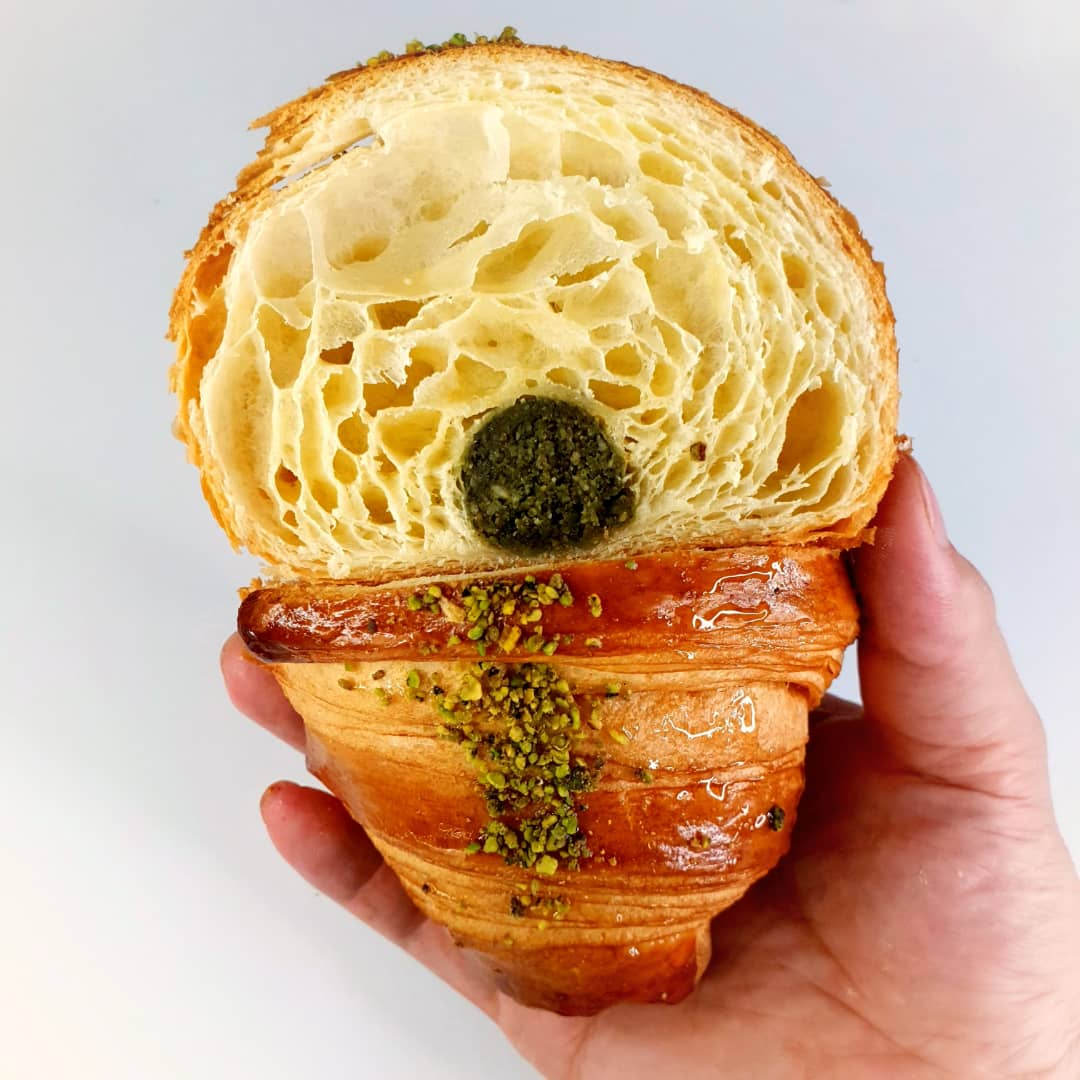
Plněný croissant (baklava croissant)